# Onsala
Onsala é uma localidade da Suécia, situada na província histórica da Halland.

Está localizada na península de Onsala, a 30 km da cidade de Gotemburgo. Pertence à comuna de Kungsbacka. Tem cerca de 12 275 habitantes (2016). 

Esta localidade é conhecida pelo seu observatório astronómico de Onsala, o primeiro observatório radioastronómico da Suécia.